# Melhania decaryana
Melhania decaryana är en malvaväxtart som beskrevs av Arenes. Melhania decaryana ingår i släktet Melhania och familjen malvaväxter. Inga underarter finns listade i Catalogue of Life.